# Tajemství Velkého Vonta
Tajemství Velkého Vonta je román pro mládež českého spisovatele Jaroslava Foglara. Poprvé byl vydán v malém nákladu roku 1986 v zahraničí, v Československu jej čtenáři mohli poprvé číst v roce 1990 v souboru Dobrodružství v temných uličkách. Prvního řádného vydání se dočkal roku 1992. Navazuje na román Stínadla se bouří a jedná se o třetí a závěrečný díl Stínadelské trilogie o chlapeckém klubu Rychlých šípů, které v tajemné čtvrti Stínadla pomáhají vůdci tamního vontského hnutí a pátrají po dávné události, která s ním souvisí.

## Příběh
Několik měsíců po stínadelské jarní volbě Velkého Vonta, kterým se za pomoci Rychlých šípů stal Vláďa Dratuš z hnutí Žlutý květ, navštíví jednoho podzimního dne klubovnu Rychlých šípů Otakar Losna, jejich věrný přítel ze Žlutého květu, a svěří se jim, že Vláďa se poslední dobou chová podivně a nervózně, ale nikomu nechce o příčině nic říct. Zároveň celý Žlutý květ pozvolna ztrácí autoritu a ve Stínadlech se opět vzmáhá neklid a násilí. To se vzápětí jen potvrdí, když si pro Losnu přímo do klubovny přijde několik nepřátelských Vontů a odvedou ho.
Rychlé šípy jsou šokovány a spekulují, že Vláďa možná nějak přišel o ježka v kleci, insignii Velkého Vonta, a teď má strach to přiznat. Začnou tedy s pátráním ve Stínadlech a brzy se zapletou do bojů o moc mezi různými vontskými partami, zejména Uctívačů ginga a skupinou kolem Víta Dabinela. Vedle nich podniká výpravy do Stínadel i parta Tondy Plíhala a s nimi spřažené Bratrstvo Kočičí pracky. Plíhalovci se nechají naverbovat Dabinelem, aby pokáceli gingo, posvátný strom Uctívačů. Rychlé šípy se o tom dozví a vymění tuto cennou informaci s Uctívačem jménem Rejholec, který patrně ví mnoho o hledaném tajemství. Rejholec jim vylíčí, jak Vláďu Dratuše jednoho večera navštívil neznámý Cizinec a ukázal mu záhadný list papíru, jehož obsah Vláďu zcela zdrtil.
Rychlé šípy pod dojmem této informace jdou za Vláďou, aby mu nabídly pomoc, ale ten je až hystericky odmítne a vyžene pryč. Zanedlouho potkají Losnu, který je seznámí se svým čerstvým objevem, že Vláďa má ve váčku na ježka v kleci vložen jen kámen podobné velikosti. Také jim řekne, že zmíněného Cizince tehdy k Vláďovi doprovodil samotný Rejholec. Rychlé šípy se brzy na to s Rejholcem znovu setkají, aby s ním vyměnily nějaké další informace. Rejholec je nakonec ohromí tím, že má ježka v kleci. Když jim ho ukáže, Rychlé šípy mu ho vytrhnou z ruky a chtějí s ním utéct, ježka jim ale vzápětí seberou členky dívčího spolku Amazonky, který s Rejholcem spolupracuje. Rychlé šípy jsou ale nejvíce zmateny Rejholcovým tvrzením, že i kdyby Dratušovi ježka přinesly, on by mu ho sám vrátil zpátky.
Další pátrání zavede Rychlé šípy až do vzdálené části Stínadel, kde se nachází bizarní uskupení prastarých, už téměř neobývaných domů zvané Kocouří hrádek. Proniknou dovnitř a zjistí, že tam přebývá právě onen Cizinec, kterému tam Rejholec a Amazonky nosí potraviny. Cizinec je starší chlapec, který utekl z polepšovny, skryl se v Kocouřím hrádku a náhodou zde objevil dopis, který usvědčuje Vláďova otce Jiřího Dratuše, že kdysi jako chlapec svou liknavostí zavinil smrt svého kamaráda Karla Dymoráka. Rozhodl se tedy Vláďu vydírat, aby od něj získal ježka v kleci, maje v plánu ho začít sériově vyrábět. Jeho prostředníkem se stal právě Rejholec, který se ovšem snaží ježka využít i pro vlastní prospěch a vliv, což vede k jejich narůstajícím sporům. Rychlé šípy a Losna jsou v úkrytu přítomni, když má dojít k výměně ježka za dopis, v pravou chvíli Rejholce s Cizincem přepadnou a obou drahocenností se zmocní.
Když jsou ježek i dopis předány Vláďovi, jeho stres a zoufalství z něj jako zázrakem opadne. Žlutý květ opět nabere ztracenou jistotu a rovnováhu – zejména díky ježku v kleci, který je opět pevně v rukou Velkého Vonta. Vláďa však už po prožitých těžkostech nemá zájem pokračovat v této funkci a předá ji Losnovi. Konkurenční vontské skupiny to odmítnou uznat a žádají volby. V nich Žlutý květ své prvenství obhájí a Losna se stane právoplatným Velkým Vontem.

## Vznik a vydávání
Román Tajemství Velkého Vonta napsal Jaroslav Foglar přibližně 30 let po druhém stínadelském příběhu s názvem Stínadla se bouří. Rozvinul v něm motivy představené jak ve Stínadlech, tak v úvodní Záhadě hlavolamu. Zmínka o třetím románu se objevila již v roce 1969 v přehledu foglarovek, které plánovalo vydat nakladatelství Olympia. V tomto seznamu byl uveden pod pracovním názvem Stínadla se bouří, II. díl. Foglar tvořil Tajemství Velkého Vonta v 70. letech v parku v Praze na Kampě, rukopis dokončil v únoru 1977. Román psal v době normalizace, kdy mu nebylo umožněno publikovat, takže příběh na své vydání musel čekat. Jedna kapitola byla otištěna na podzim 1986 ve sborníku Píseň úplňku, celé dílo poprvé vydalo v listopadu 1986 německé nakladatelství Obrys/Kontur, které v Mnichově provozoval český emigrant Daniel Strož. Román, poslední ze čtyř foglarovek z tohoto nakladatelství, vyšel stejně jako ostatní tři česky a v nízkém nákladu. Doplněn byl vybranými ilustracemi Jana Fischera z předchozích dvou stínadelských příběhů. V Československu vyšlo Tajemství Velkého Vonta poprvé v roce 1990, kdy jej nakladatelství Olympia zařadilo do souborného vydání celé Stínadelské trilogie Dobrodružství v temných uličkách. Samostatné první řádné knižní vydání vyšlo v Olympii roku 1992 jako součást edice Sebrané spisy Jaroslava Foglara.

### Knižní česká vydání
Přehled knižních vydání v češtině:
- 1986 – zahraniční vydání v češtině, nakladatelství Obrys/Kontur v Mnichově, ilustrace Jan Fischer
- 1992 – 1. vydání, nakladatelství Olympia, ilustrace Jan Fischer, obálka Ervín Urban, ISBN 80-7033-161-5 (edice Sebrané spisy, sv. 8)
- 1994 – dotisk 1. vydání, nakladatelství Olympia, ilustrace Jan Fischer, obálka Ervín Urban, ISBN 80-7033-161-5 (edice Sebrané spisy, sv. 8)
- 1997 – 2. vydání, nakladatelství Olympia, ilustrace Jan Fischer, obálka Ervín Urban, ISBN 80-7033-492-4 (edice Sebrané spisy, sv. 8)
- 1999 – 3. vydání, nakladatelství Olympia, ilustrace Jan Fischer, obálka Ervín Urban, ISBN 80-7033-605-6 (edice Sebrané spisy, sv. 8)
- 2001 – dotisk 3. vydání, nakladatelství Olympia, ilustrace Jan Fischer, obálka Ervín Urban, ISBN 80-7033-605-6 (edice Sebrané spisy, sv. 8)
- 2005 – 4. vydání, nakladatelství Olympia, ilustrace Jan Fischer, obálka Ervín Urban, ISBN 80-7033-870-9 (edice Sebrané spisy, sv. 8)
- 2008 – dotisk 4. vydání, nakladatelství Olympia, ilustrace Jan Fischer, obálka Ervín Urban, ISBN 978-80-7033-870-4 (edice Sebrané spisy, sv. 8)
- 2021 – 5. vydání, nakladatelství Albatros, ilustrace Jiří Grus, příloha: Tajemství Jana Tleskače, ISBN 978-80-00-06194-8 (řada Foglarovky)

Vydání z roku 1992 má v tiráži uveden rok 1991, v prodeji však bylo až v polovině roku 1992 poté, co vyšly první dva díly trilogie. Vydání z roku 1992 (včetně dotisku z roku 1994) je v tiráži označeno jako „3. (v Olympii 2.)“, vydání z roku 1997 je v tiráži označeno jako „v Olympii 3.“.

### Další vydání
Další česká vydání:
- 1990 – v souboru Dobrodružství v temných uličkách, 1. souborné vydání, nakladatelství Olympia, ilustrace Marko Čermák
- 1991 – v souboru Dobrodružství v temných uličkách, 2. souborné vydání, nakladatelství Olympia, ilustrace Marko Čermák, ISBN 80-7033-147-X
- 2005 – v souboru Rychlé šípy ve Stínadlech, 3. souborné vydání, nakladatelství Olympia, ilustrace Milan Teslevič, ISBN 80-7033-894-6
- 2015 – v souboru Rychlé šípy ve Stínadlech, 4. souborné vydání, nakladatelství Olympia, ilustrace Milan Teslevič, ISBN 978-80-7376-406-7

## Adaptace
Dramatizaci románu Tajemství Velkého Vonta vydal na CD v roce 2010 Supraphon (autorem hudby je Jaromír Klempíř, příběh vypráví Ladislav Mrkvička). Roku 2021 vyšla v nakladatelství Albatros audiokniha, román čte David Matásek.
První kapitolu románu scenáristicky zpracoval Foglar na konci roku 1989 na žádost deníku Mladá fronta. Komiksový strip nakreslil Marko Čermák a 30. prosince 1989 v Mladé frontě vyšel na stránkách deníku rozdělený na jednotlivých stránkách novin na okénka. Celé Tajemství Velkého Vonta (včetně překresleného úvodu) adaptoval Čermák do komiksu až po mnoha letech, a to podle scénáře Jiřího Macka. Komiksové zpracování románu poprvé vyšlo v roce 2012 v nakladatelství Václav Vávra.

## Pokračování
Román Tajemství Velkého Vonta je třetím a posledním dílem Stínadelské trilogie Rychlých šípů. V první polovině 90. let 20. století uvažoval Jaroslav Foglar o čtvrtém stínadelském příběhu, pro který používal pracovní označení Budou se Stínadla bourat? či Kdo byl Jan Tleskač? Z důvodu zhoršujícího se zdravotního stavu ale zůstal román nerealizován.
Na Foglarovy stínadelské příběhy přímo navázali Josef Červinka (Poselství ze Stínadel, Poslední stínadelské tajnosti, Stopa vede do Stínadel) a Jaroslav Velinský (Poslední tajemství Jana T.).